# Кристеску, Константин
Константин Кристеску (рум. Constantin Cristescu; 2 декабря 1866, Катане — 9 мая 1923) — румынский генерал.

## Биография
Получил образование в военной школе во Франции. Служил в артиллерии.
Несколько раз занимал пост начальника румынского генерального штаба (со 2 декабря 1913 по 1 апреля 1914 года, с 1 апреля по 28 октября 1918 года и с 1 апреля 1920 по 8 мая 1923 года).
Во время Первой мировой войны в 1916 году командовал 6-й пехотной дивизией. С 11 июня по 30 июля 1917 года командовал 1-й румынской армией, входившей в состав русского Румынского фронта.